# Champagny-en-Vanoise
Champagny-en-Vanoise là một xã thuộc tỉnh Savoie trong vùng Rhône-Alpes ở đông nam nước Pháp. Xã này nằm ở khu vực có độ cao từ 960-3855 mét trên mực nước biển.